# Una visió de Fiammetta
Una visió de Fiammetta és una pintura a l'oli d'estil prerafaelita creada per Dante Gabriel Rossetti el 1878. La pintura acompanyava la seva obra literària Ballades i Sonets (1881).
El tema és la musa de Boccaccio anomenada Fiammetta, i va comptar amb Maria Spartali Stillman com a model de la pintura.

## Descripció
Fiammetta porta un vestit de color foc en al·lusió al seu nom. La seva figura ressalta brillant contra un fons fosc: una visió del breu moment entre la vida i la mort. Està entrellaçada en les branques d'un pomer que l'envolten d'efímeres flors que representa la fugacitat de la bellesa. Completen la simbologia la caiguda de flors vermelles i blanques, un ocell de color vermell sang (el missatger de la mort), papallones (símbols de l'ànima), i un àngel en l'aurèola al voltant del seu cap.
El marc de la pintura té inscrits tres textos: el sonet de Boccaccio titulat "En la seva darrera visió de Fiammetta", el qual va inspirar la pintura; la traducció que en va fer Rossetti, i el seu propi poema que reflecteix la pintura.

## Història
La pintura va estar inicialment en possessió de William Alfred Turner (1839-1886), un home de negocis, director durant un temps de l'Edison Electric Lighting Company, qui també va posseir altres obres prerafaelites. Després de passar per altres propietaris, Una Visió de Fiammetta ara ha trobat la seva manera a la col·lecció de Sir Andrew Lloyd Webber.